# Eupithecia sporobola
Eupithecia sporobola là một loài bướm đêm trong họ Geometridae.